# Lista lotniskowców United States Navy
To lista lotniskowców United States Navy zawierająca wszystkie okręty oznaczone symbolami CV, CVA, CVB, CVL, i CVN i mające oznaczenie kadłuba. Lotniskowce z numerami CVA-54 i dalsze są często klasyfikowane jako superlotniskowce (ze względu na rozmiary).

## Inne listy dotyczące lotniskowców United States Navy
- Lista lotniskowców eskortowych United States Navy zawiera informacje na temat lotniskowców eskortowych (CVE).
- Lista typów lotniskowców United States Navy

## Według numeru kadłuba

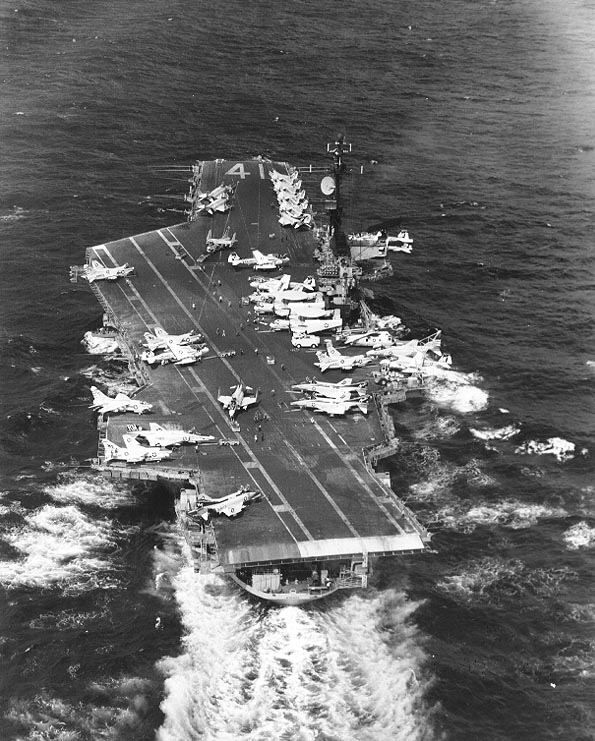
USS „Midway” (CVB-41)

| #      | Nazwa                   | Typ                                                                            | Uwagi                                                                                      |
| ------ | ----------------------- | ------------------------------------------------------------------------------ | ------------------------------------------------------------------------------------------ |
| CV-1   | „Langley”               | pojedynczy okręt                                                               | zatopiony 27 lutego 1942 przez lotnictwo japońskie                                         |
| CV-2   | „Lexington”             | typ Lexington                                                                  | zatopiony 8 maja 1942 podczas bitwy na Morzu Koralowym                                     |
| CV-3   | „Saratoga”              | typ Lexington                                                                  | zatopiony jako cel bomby atomowej podczas Operacji Crossroads 25 lipca 1946                |
| CV-4   | „Ranger”                | pojedynczy okręt                                                               | sprzedany na złom w 1947                                                                   |
| CV-5   | „Yorktown”              | typ Yorktown – lotniskowiec floty                                              | zatopiony 7 czerwca 1942 podczas bitwy pod Midway                                          |
| CV-6   | „Enterprise”            | typ Yorktown – lotniskowiec floty                                              | sprzedany na złom w 1960                                                                   |
| CV-7   | „Wasp”                  | pojedynczy okręt                                                               | zatopiony 15 września 1942 podczas walk o Guadalcanal                                      |
| CV-8   | „Hornet”                | typ Yorktown – lotniskowiec floty                                              | zatopiony 26 października 1942 podczas bitwy koło wysp Santa Cruz                          |
| CV-9   | „Essex”                 | typ Essex – lotniskowiec floty                                                 | sprzedany na złom w 1975                                                                   |
| CV-10  | „Yorktown”              | typ Essex – lotniskowiec floty                                                 | od lipca 1975 okręt muzeum w Patriots Point w Charleston, Karolina Południowa              |
| CV-11  | „Intrepid”              | typ Essex – lotniskowiec floty                                                 | od 1974 okręt muzeum w Intrepid Sea-Air-Space Museum w Nowym Jorku                         |
| CV-12  | „Hornet”                | typ Essex – lotniskowiec floty                                                 | od 17 października 1998 okręt muzeum w USS Hornet Museum w Alameda, Kalifornia             |
| CV-13  | „Franklin”              | typ Essex – lotniskowiec floty                                                 | sprzedany na złom w 1966                                                                   |
| CV-14  | „Ticonderoga”           | typ „Essex z przedłużonym kadłubem” /Ticonderoga – lotniskowiec floty          | sprzedany na złom w 1975                                                                   |

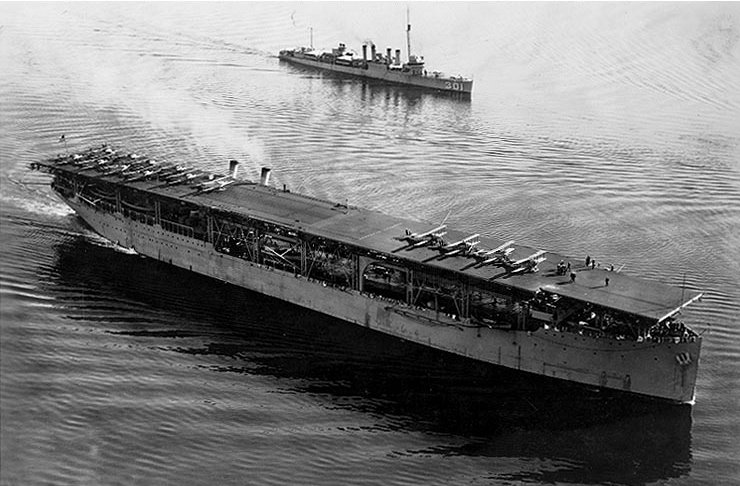
USS „Langley” (CV-1)

| CV-15  | „Randolph”              | typ „Essex z przedłużonym kadłubem” /Ticonderoga – lotniskowiec floty          | sprzedany na złom w 1975                                                                   |
| CV-16  | „Lexington”             | typ Essex – lotniskowiec floty                                                 | od 15 czerwca 1992 okręt muzeum w USS Lexington Museum on the Bay w Corpus Christi, Teksas |
| CV-17  | „Bunker Hill”           | typ Essex – lotniskowiec floty                                                 | sprzedany na złom w 1973                                                                   |
| CV-18  | „Wasp”                  | typ Essex – lotniskowiec floty                                                 | sprzedany na złom w 1973                                                                   |
| CV-19  | „Hancock”               | typ „Essex z przedłużonym kadłubem” /Ticonderoga – lotniskowiec floty          | sprzedany na złom w 1976                                                                   |
| CV-20  | „Bennington”            | typ Essex – lotniskowiec floty                                                 | sprzedany na złom w 1994                                                                   |
| CV-21  | „Boxer”                 | typ „Essex z przedłużonym kadłubem” /Ticonderoga – lotniskowiec floty          | sprzedany na złom w 1971                                                                   |
| CVL-22 | „Independence”          | typ Independence – lekki lotniskowiec                                          | zatopiony w pobliżu San Francisco 29 stycznia 1951                                         |
| CVL-23 | „Princeton”             | typ Independence – lekki lotniskowiec                                          | zatopiony 24 października 1944 podczas bitwy w zatoce Leyte                                |
| CVL-24 | „Belleau Wood”          | typ Independence – lekki lotniskowiec                                          | sprzedany na złom w 1960                                                                   |
| CVL-25 | „Cowpens”               | typ Independence – lekki lotniskowiec                                          | sprzedany na złom w 1960                                                                   |
| CVL-26 | „Monterey”              | typ Independence – lekki lotniskowiec                                          | sprzedany na złom w 1971                                                                   |
| CVL-27 | „Langley”               | typ Independence – lekki lotniskowiec                                          | sprzedany na złom w 1964                                                                   |
| CVL-28 | „Cabot”                 | typ Independence – lekki lotniskowiec                                          | sprzedany na złom w 2002                                                                   |
| CVL-29 | „Bataan”                | typ Independence – lekki lotniskowiec                                          | sprzedany na złom w 1961                                                                   |
| CVL-30 | „San Jacinto”           | typ Independence – lekki lotniskowiec                                          | sprzedany na złom w 1972                                                                   |
| CV-31  | „Bonhomme Richard”      | typ Essex – lotniskowiec floty                                                 | sprzedany na złom w 1992                                                                   |
| CV-32  | „Leyte”                 | typ „Essex z przedłużonym kadłubem” /Ticonderoga – lotniskowiec floty          | sprzedany na złom w 1970                                                                   |
| CV-33  | „Kearsarge”             | typ „Essex z przedłużonym kadłubem” /Ticonderoga – lotniskowiec floty          | sprzedany na złom w 1974                                                                   |
| CV-34  | „Oriskany”              | typ „Essex z przedłużonym kadłubem” /Ticonderoga – lotniskowiec floty          | zatopiony 17 maja 2006 jako sztuczna rafa                                                  |
| CV-35  | „Reprisal”              | typ „Essex z przedłużonym kadłubem” /Ticonderoga – lotniskowiec floty          | anulowany 11 sierpnia 1945                                                                 |
| CV-36  | „Antietam”              | typ „Essex z przedłużonym kadłubem” /Ticonderoga – lotniskowiec floty          | sprzedany na złom w 1974                                                                   |
| CV-37  | „Princeton”             | typ „Essex z przedłużonym kadłubem” /Ticonderoga – lotniskowiec floty          | sprzedany na złom w 1971                                                                   |
| CV-38  | „Shangri-la”            | typ „Essex z przedłużonym kadłubem” /Ticonderoga – lotniskowiec floty          | sprzedany na złom w 1988                                                                   |
| CV-39  | „Lake Champlain”        | typ „Essex z przedłużonym kadłubem” /Ticonderoga – lotniskowiec floty          | sprzedany na złom w 1972                                                                   |
| CV-40  | „Tarawa”                | typ „Essex z przedłużonym kadłubem” /Ticonderoga – lotniskowiec floty          | sprzedany na złom w 1968                                                                   |
| CVB-41 | „Midway”                | typ Midway – duży lotniskowiec                                                 | od 7 czerwca 2004 okręt muzeum w USS Midway Museum w San Diego, Kalifornia                 |
| CVB-42 | „Franklin D. Roosevelt” | typ Midway – duży lotniskowiec                                                 | sprzedany na złom w 1978                                                                   |
| CVB-43 | „Coral Sea”             | typ Midway – duży lotniskowiec                                                 | sprzedany na złom w 2000                                                                   |
| CVB-44 | anulowany               | typ Midway – duży lotniskowiec                                                 |                                                                                            |
| CV-45  | „Valley Forge”          | typ „Essex z przedłużonym kadłubem” /Ticonderoga – lotniskowiec floty          | sprzedany na złom w 1971                                                                   |
| CV-46  | „Iwo Jima”              | typ „Essex z przedłużonym kadłubem” /Ticonderoga – lotniskowiec floty          | anulowany 11 sierpnia 1945                                                                 |
| CV-47  | „Philippine Sea”        | typ „Essex z przedłużonym kadłubem” /Ticonderoga – lotniskowiec floty          | sprzedany na złom w 1971                                                                   |
| CVL-48 | „Saipan”                | typ Saipan – lekki lotniskowiec floty                                          | sprzedany na złom w 1976                                                                   |
| CVL-49 | „Wright”                | typ Saipan – lekki lotniskowiec floty                                          | sprzedany na złom w 1980                                                                   |
| CV-50  | anulowane               | typ „Essex z przedłużonym kadłubem” /Ticonderoga – lotniskowiec floty          |                                                                                            |
| CV-51  | anulowane               | typ „Essex z przedłużonym kadłubem” /Ticonderoga – lotniskowiec floty          |                                                                                            |
| CV-52  | anulowane               | typ „Essex z przedłużonym kadłubem” /Ticonderoga – lotniskowiec floty          |                                                                                            |
| CV-53  | anulowane               | typ „Essex z przedłużonym kadłubem” /Ticonderoga – lotniskowiec floty          |                                                                                            |
| CV-54  | anulowane               | typ „Essex z przedłużonym kadłubem” /Ticonderoga – lotniskowiec floty          |                                                                                            |
| CV-55  | anulowane               | typ „Essex z przedłużonym kadłubem” /Ticonderoga – lotniskowiec floty          |                                                                                            |
| CV-56  | anulowane               | typ Midway – duży lotniskowiec                                                 |                                                                                            |
| CV-57  | anulowane               | typ Midway – duży lotniskowiec                                                 |                                                                                            |
| CVA-58 | „United States”         | pojedynczy okręt (proponowany okręt prototypowy nowego typu superlotniskowców) | anulowany 6 dni po położeniu stępki                                                        |
| CVA-59 | „Forrestal”             | typ Forrestal                                                                  | sprzedany na złom w 2014                                                                   |
| CVA-60 | „Saratoga”              | typ Forrestal                                                                  | sprzedany na złom w 2015                                                                   |
| CVA-61 | „Ranger”                | typ Forrestal                                                                  | sprzedany na złom w 2017                                                                   |
| CV-62  | „Independence”          | typ Forrestal                                                                  | sprzedany w celu złomowania                                                                |
| CV-63  | „Kitty Hawk”            | typ Kitty Hawk – lotniskowiec z napędem konwencjonalnym                        | okręt w rezerwie                                                                           |
| CV-64  | „Constellation”         | typ Kitty Hawk – lotniskowiec z napędem konwencjonalnym                        | złomowany w 2017                                                                           |
| CVN-65 | „Enterprise”            | pojedynczy okręt / lotniskowiec z napędem nuklearnym                           | wycofany ze służby                                                                         |
| CVA-66 | „America”               | typ Kitty Hawk – lotniskowiec z napędem konwencjonalnym                        | zatopiony jako okręt-cel 14 maja 2005                                                      |
| CV-67  | „John F. Kennedy”       | typ ulepszony Kitty Hawk / pojedynczy okręt                                    | wycofany ze służby                                                                         |
| CVN-68 | „Nimitz”                | typ Nimitz – lotniskowiec z napędem nuklearnym                                 | okręt w służbie                                                                            |
| CVN-69 | „Dwight D. Eisenhower”  | typ Nimitz – lotniskowiec z napędem nuklearnym                                 | okręt w służbie                                                                            |
| CVN-70 | „Carl Vinson”           | typ Nimitz – lotniskowiec z napędem nuklearnym                                 | okręt w służbie                                                                            |
| CVN-71 | „Theodore Roosevelt”    | typ Nimitz – lotniskowiec z napędem nuklearnym                                 | okręt w służbie                                                                            |
| CVN-72 | „Abraham Lincoln”       | typ Nimitz – lotniskowiec z napędem nuklearnym                                 | okręt w służbie                                                                            |
| CVN-73 | „George Washington”     | typ Nimitz – lotniskowiec z napędem nuklearnym                                 | okręt w służbie                                                                            |
| CVN-74 | „John C. Stennis”       | typ Nimitz – lotniskowiec z napędem nuklearnym                                 | okręt w służbie                                                                            |
| CVN-75 | „Harry S. Truman”       | typ Nimitz – lotniskowiec z napędem nuklearnym                                 | okręt w służbie, początkowo nazwany USS „United States”                                    |
| CVN-76 | „Ronald Reagan”         | typ Nimitz – lotniskowiec z napędem nuklearnym                                 | okręt w służbie                                                                            |
| CVN-77 | „George H.W. Bush”      | typ Nimitz – lotniskowiec z napędem nuklearnym                                 | okręt w służbie                                                                            |
| CVN-78 | „Gerald R. Ford”        | typ Gerald R. Ford                                                             | okręt w służbie                                                                            |
| CVN-79 | „John F. Kennedy”       | typ Gerald R. Ford                                                             | okręt w budowie, planowany na rok 2022                                                     |
| CVN-80 | „Enterprise”            | typ Gerald R. Ford                                                             | planowany na rok 2027                                                                      |
| CVN-81 | „Doris Miller”          | typ Gerald R. Ford                                                             | planowany na rok 2028                                                                      |

## Alfabetycznie

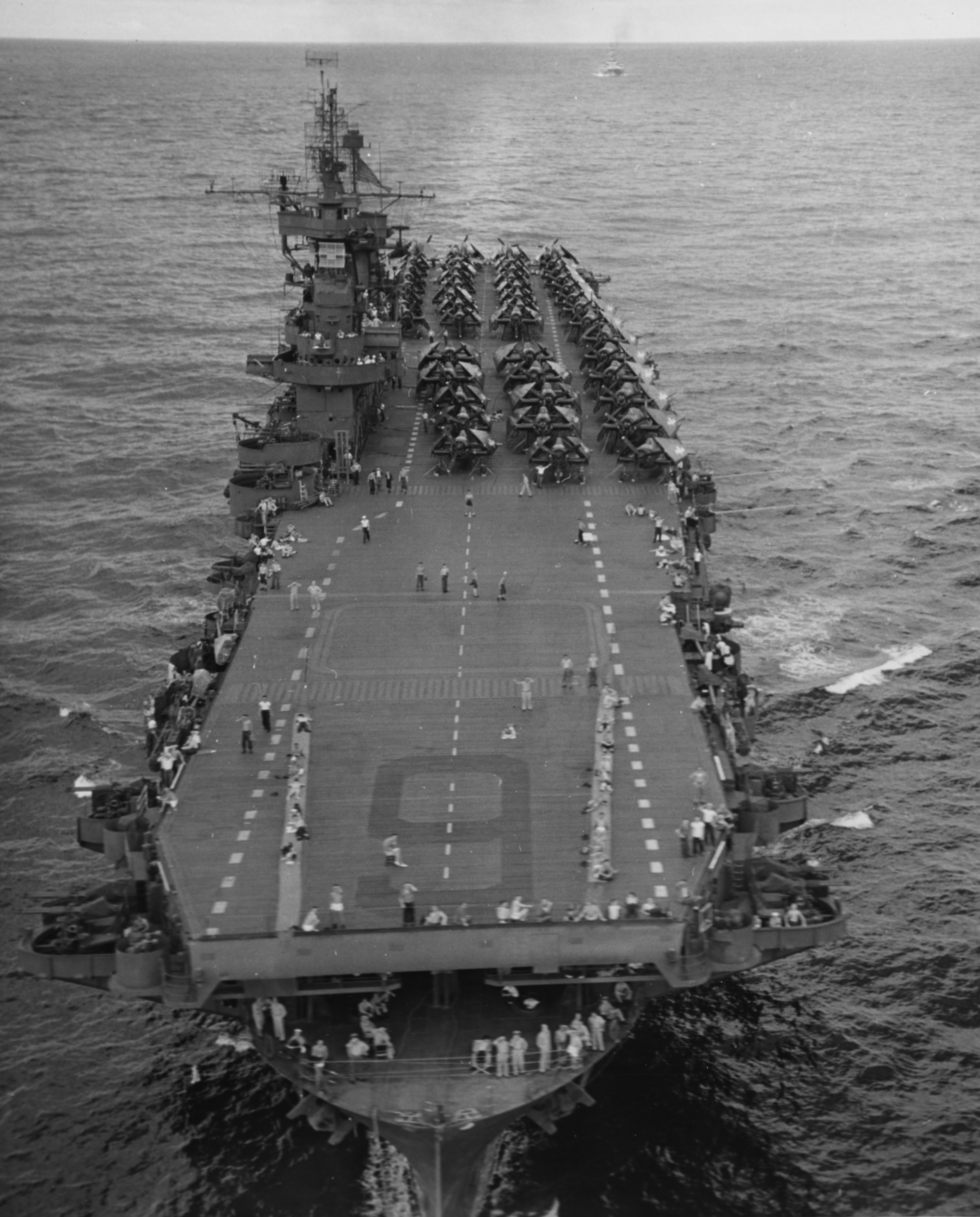
USS „Enterprise” (CV-6)

| #      | Nazwa                                            |
| ------ | ------------------------------------------------ |
| CVN-72 | „Abraham Lincoln”                                |
| CVA-66 | „America”                                        |
| CV-36  | „Antietam”                                       |
| CVL-29 | „Bataan”                                         |
| CVL-24 | „Belleau Wood”                                   |
| CV-20  | „Bennington”                                     |
| CV-31  | „Bonhomme Richard”                               |
| CV-21  | „Boxer”                                          |
| CV-17  | „Bunker Hill”                                    |
| CVL-28 | „Cabot”                                          |
| CVN-70 | „Carl Vinson”                                    |
| CV-64  | „Constellation”                                  |
| CVB-43 | „Coral Sea”                                      |
| CVL-25 | „Cowpens”                                        |
| CVN-81 | „Doris Miller”                                   |
| CVN-69 | „Dwight D. Eisenhower”                           |
| CV-6   | „Enterprise”                                     |
| CVN-65 | „Enterprise”                                     |
| CVN-80 | „Enterprise"                                     |
| CV-9   | „Essex”                                          |
| CVA-59 | „Forrestal”                                      |
| CV-13  | „Franklin”                                       |
| CVB-42 | „Franklin D. Roosevelt”                          |
| CVN-77 | „George H.W. Bush”                               |
| CVN-73 | „George Washington”                              |
| CVN-78 | „Gerald R. Ford"                                 |
| CV-19  | „Hancock”                                        |
| CVN-75 | „Harry S. Truman”                                |
| CV-8   | „Hornet”                                         |
| CV-12  | „Hornet”                                         |
| CVL-22 | „Independence”                                   |
| CV-62  | „Independence”                                   |
| CV-11  | „Intrepid”                                       |
| CV-46  | „Iwo Jima”                                       |
| CVN-74 | „John C. Stennis”                                |
| CV-67  | „John F. Kennedy”                                |
| CVN-79 | „John F. Kennedy"                                |
| CV-33  | „Kearsarge”                                      |
| CV-63  | „Kitty Hawk”                                     |
| CV-39  | „Lake Champlain”                                 |
| CV-1   | „Langley”                                        |
| CVL-27 | „Langley”                                        |
| CV-2   | „Lexington”                                      |
| CV-16  | „Lexington”                                      |
| CV-32  | „Leyte”                                          |
| CVB-41 | „Midway”                                         |
| CVL-26 | „Monterey”                                       |
| CVN-68 | „Nimitz”                                         |
| CV-34  | „Oriskany”                                       |
| CV-47  | „Philippine Sea”                                 |
| CVL-23 | „Princeton”                                      |
| CV-37  | „Princeton”                                      |
| CV-15  | „Randolph”                                       |
| CV-4   | „Ranger”                                         |
| CVA-61 | „Ranger”                                         |
| CV-35  | „Reprisal”                                       |
| CVN-76 | „Ronald Reagan”                                  |
| CVL-48 | „Saipan”                                         |
| CVL-30 | „San Jacinto”                                    |
| CV-3   | „Saratoga”                                       |
| CVA-60 | „Saratoga”                                       |
| CV-38  | „Shangri-la”                                     |
| CV-40  | „Tarawa”                                         |
| CVN-71 | „Theodore Roosevelt”                             |
| CV-14  | „Ticonderoga”                                    |
| CVA-58 | „United States” – nieukończony / nazwa zmieniona |
| CV-45  | „Valley Forge”                                   |
| CV-7   | „Wasp”                                           |
| CV-18  | „Wasp”                                           |
| CVL-49 | „Wright”                                         |
| CV-5   | „Yorktown”                                       |
| CV-10  | „Yorktown”                                       |
| CVB-44 | anulowane                                        |
| CV-50  | anulowane                                        |
| CV-51  | anulowane                                        |
| CV-52  | anulowane                                        |
| CV-53  | anulowane                                        |
| CV-54  | anulowane                                        |
| CV-55  | anulowane                                        |
| CV-56  | anulowane                                        |
| CV-57  | anulowane                                        |

## Lotniskowce US Navy pozostające w aktywnej służbie
(stan na styczeń 2020)
Lotniskowce typu Nimitz oraz Gerald R. Ford:
- „Nimitz” (CVN-68)
- „Dwight D. Eisenhower” (CVN-69),
- „Carl Vinson” (CVN-70),
- „Theodore Roosevelt” (CVN-71),
- „Abraham Lincoln” (CVN-72)
- „George Washington” (CVN-73),
- „John C. Stennis” (CVN-74),
- „Harry S. Truman” (CVN-75)
- „Ronald Reagan” (CVN-76),
- „George H.W. Bush” (CVN-77),
- "Gerald R. Ford" (CVN-78).